# 清水穂奈美
清水 穂奈美（しみず ほなみ、1987年12月3日 - ）は、日本の女優。埼玉県行田市出身。エコーズ所属。

## 人物
大学在学中より東京の小劇場演劇作品に出演。以降、フリーランスの舞台俳優として活動。主な出演団体に、「かもめマシーン」「ジエン社」「箱庭円舞曲」「風琴工房」などがある。劇場での公演のほか、路上や美術館の屋上など野外でのパフォーマンス経験も多い。近年は、ダンスの公演やプロジェクトへも参加している。また、民俗芸能や伝統芸能にも興味を持ち、各地の芸能や祭祀をリサーチしたり、実際に習うなどの活動も行っている。現在は株式会社エコーズに所属。
趣味は、散歩、読書、祭祀巡り。特技は太極拳。

## 出演作品
- 『葬送の教室』（風琴工房）
- 第９回シアターＸ国際舞台芸術祭ＩＤＴＦ2010『かもめ／マシーン』（かもめマシーン）
- 『いつも誰かのせいにする』（箱庭円舞曲）
- 『珍しい凡人』（箱庭円舞曲）
- 芸劇eyes番外編『20年安泰。』（ジエン社）
- 『Waiting for Godot in Fukushima』（かもめマシーン）
- フェスティバル／トーキョー12 『キメラガールアンセム／120日間将棋』（ジエン社）
- 東京芸術劇場リニューアル記念『東京福袋』（ジエン社）
- 『アドバタイズドタイラント』（ジエン社）
- 『パブリックイメージリミテッド』（かもめマシーン）
- 第21回（2014年）読売演劇大賞 優秀作品賞 『国語の時間』（風琴工房）
- 『ステロタイプテスト／パス』（ジエン社）
- 『ＰＲＯＯＦ／証明』（風琴工房）
- 『Social Biomechanica』（かもめマシーン）
- 早稲田小劇場どらま館グランドオープン・プレ公演『30光年先のガールズエンド』（ジエン社）
- 『道成寺』（シルクロード能楽会）
- 『俺が代』（かもめマシーン）
- 若手演出家コンクール2015 最優秀賞 『ペルソナ』（鳥公園）
- 利賀演劇人コンクール2016 優秀演出家賞 『しあわせな日々（第2幕）』（かもめマシーン）